# Коффи (округ, Канзас)
Ко́ффи (англ. Coffey County) — округ в штате Канзас, США. Официально образован 25 августа 1855 года. По состоянию на 2010 год, численность населения составляла 8 601 человек.

## География
По данным Бюро переписи США, общая площадь округа равняется 1 693,862 км2, из которых 1 623,932 км2 суша и 69,930 км2 или 4,200 % это водоёмы.

## Население
По данным переписи населения 2000 года в округе проживает 8 865 жителей в составе 3 489 домашних хозяйств и 2 477 семей. Плотность населения составляет 5,00 человек на км2. На территории округа насчитывается 3 876 жилых строений, при плотности застройки около 2,00-х строений на км2. Расовый состав населения: белые — 96,95 %, афроамериканцы — 0,25 %, коренные американцы (индейцы) — 0,52 %, азиаты — 0,34 %, гавайцы — 0,01 %, представители других рас — 0,50 %, представители двух или более рас — 1,43 %. Испаноязычные составляли 1,55 % населения независимо от расы.
В составе 33,20 % из общего числа домашних хозяйств проживают дети в возрасте до 18 лет, 60,70 % домашних хозяйств представляют собой супружеские пары проживающие вместе, 6,90 % домашних хозяйств представляют собой одиноких женщин без супруга, 29,00 % домашних хозяйств не имеют отношения к семьям, 26,00 % домашних хозяйств состоят из одного человека, 12,60 % домашних хозяйств состоят из престарелых (65 лет и старше), проживающих в одиночестве. Средний размер домашнего хозяйства составляет 2,49 человека, и средний размер семьи 2,99 человека.
Возрастной состав округа: 26,80 % моложе 18 лет, 6,50 % от 18 до 24, 26,40 % от 25 до 44, 24,00 % от 45 до 64 и 24,00 % от 65 и старше. Средний возраст жителя округа 39 лет. На каждые 100 женщин приходится 96,20 мужчин. На каждые 100 женщин старше 18 лет приходится 92,50 мужчин.
Средний доход на домохозяйство в округе составлял 37 839 USD, на семью — 44 912 USD. Среднестатистический заработок мужчины был 31 356 USD против 20 666 USD для женщины. Доход на душу населения составлял 18 337 USD. Около 5,00 % семей и 6,60 % общего населения находились ниже черты бедности, в том числе — 5,00 % молодёжи (тех, кому ещё не исполнилось 18 лет) и 9,80 % тех, кому было уже больше 65 лет.